# Belarima
Belarima violacea es un coleóptero de la familia Chrysomelidae.
Fue descrita científicamente por primera vez en 1846 por Lucas.